# 다현
다현(본명: 김다현, 본명 한자: 金多賢, 1998년 5월 28일~)은 대한민국의 래퍼, 배우이며, 걸 그룹 트와이스의 멤버이다.

## 학력
- 성남은행초등학교 (졸업)
- 은행중학교 (졸업)
- 한림연예예술고등학교 실용음악과 (졸업)

## 생애
다현은 1998년 5월 28일 대한민국 경기도 성남시에서 태어났으며 2012년 7월 7일 JYP 엔터테인먼트 연습생으로 입사했다. 이후 2015년 10월 25일 엠넷에서 방영된 서바이벌 프로그램인 SIXTEEN을 통해 트와이스로 데뷔했다.

## 출연 작품

### 텔레비전 프로그램
- 2015년 M-net 화요 예능프로그램 《SIXTEEN》 ... 참가자
- 2023년 채널A 목요 예능프로그램 《도시횟집》 ... 8회 게스트
- 2023년 tvN 토요 예능프로그램 《놀라운 토요일》 ... 268회 게스트

### 웹예능
- 2024년 유튜브 《집대성》...37회 게스트

### 드라마
- 2025년 드라마 《러브 미》

### 영화
- 2025년 영화 《그 시절, 우리가 좋아했던 소녀》 - 선아 역
- 2025년 영화 《전력질주》 - 임지은 역

### 광고
- 2015년 - 스쿨룩스
- 2015년 - 넥슨 엘소드
- 2015년 - KB국민은행 나라사랑카드 홍보대사
- 2016년 - 엠케이트랜드 NBA
- 2016년 - LG생활건강 투마루
- 2016년 - 체뚜코리아 레드체뚜
- 2016년 - (주)마세다린 가마로 강정
- 2017년 - 로스트테일 게임
- 2017년 - 포카리스웨트
- 2019년 - 포카리스웨트
- 2020년 - KB국민은행

### 뮤직비디오
- GOT7 - 하지하지마 (2014년)
- 장우영 - R.O.S.E (2015년)
- Young K - 이것밖에는 없다 (2023년)
- 영화
- 전력질주 -  (2024)